# Jennie Jerome

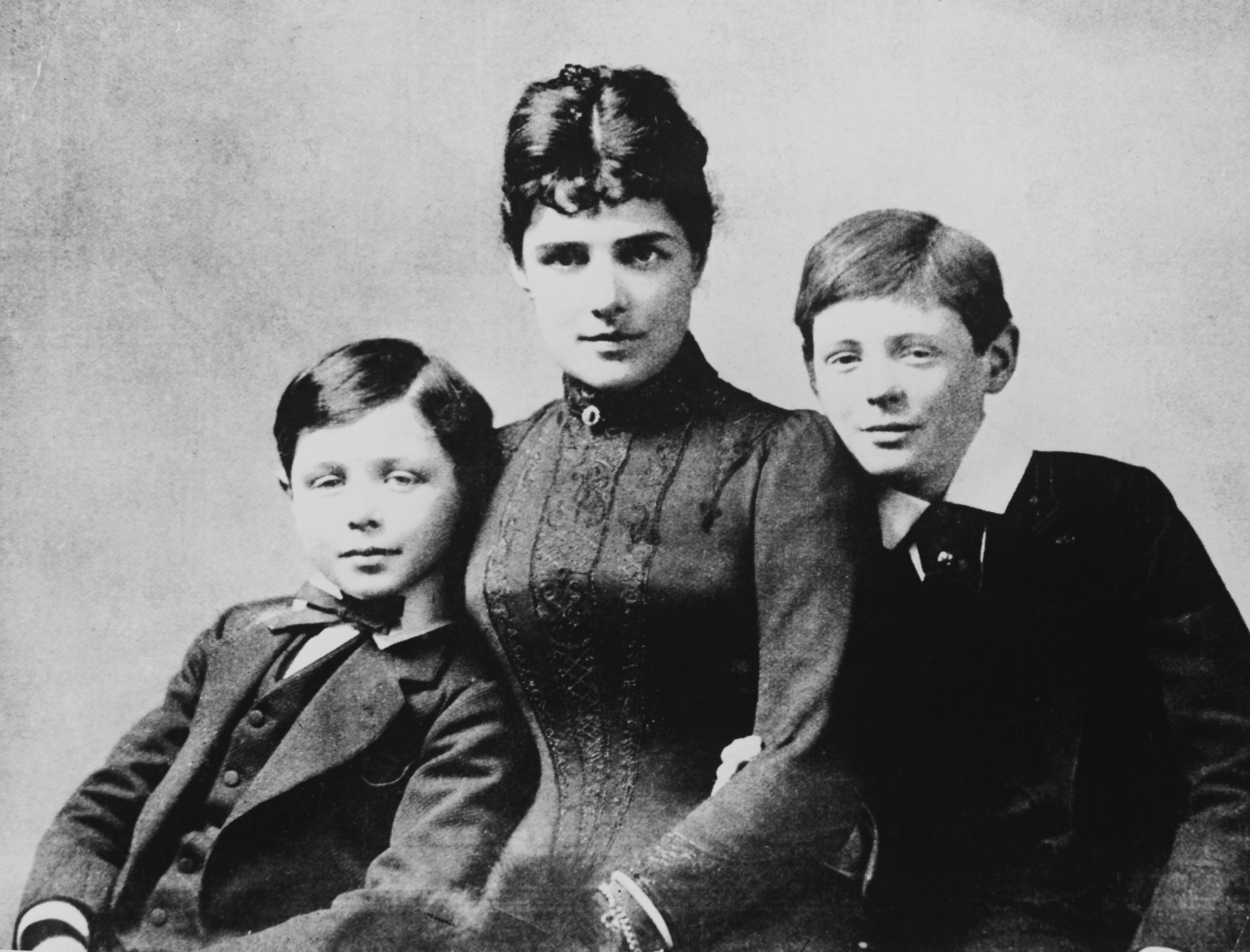
Jennie Churchill con sus dos hijos John y Winston (1889).

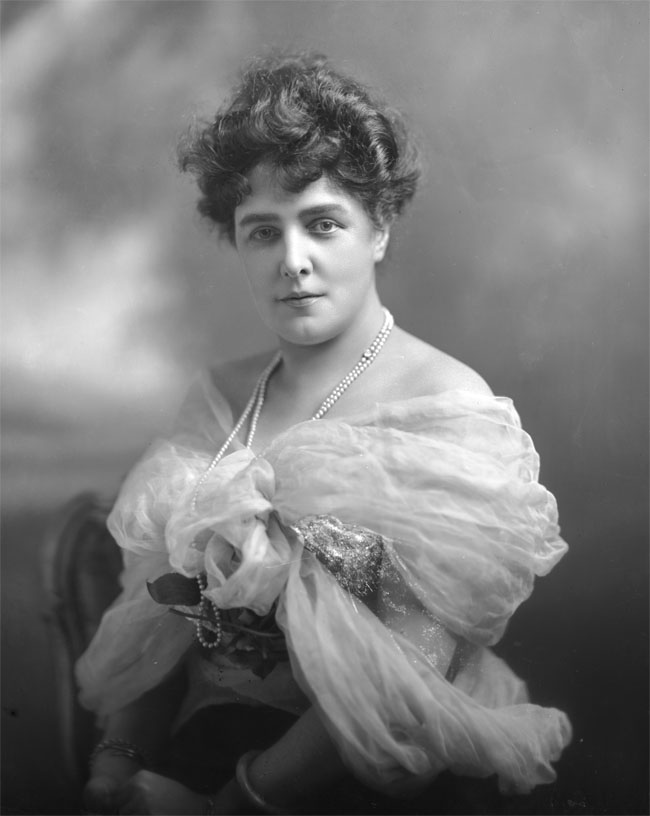
Lady Randolph Churchill retratada a finales de 1899 por el estudio fotográfico londinense de James Lafayette. Museo de Victoria y Alberto

Jeanette «Jennie» Jerome (Brooklyn, 9 de enero de 1854-Londres, 29 de junio de 1921), más conocida como lady Randolph Churchill, fue una destacada socialite estadounidense afincada en el Reino Unido tras casarse en 1874 con lord Randolph Churchill. El matrimonio tuvo dos hijos, el futuro estadista Winston Churchill y John Strange Spencer-Churchill.
Hija del millonario estadounidense Leonard Jerome, en 1867 Jennie se fue a vivir a París con su madre y sus dos hermanas —las tres hijas fueron conocidas como the Good, the Witty and the Beautiful («la buena, la ingeniosa y la bella»), siendo Jennie esta última— donde permanecieron incluso tras el estallido de la Guerra franco-prusiana, no abandonando el país para ir a Londres hasta poco antes del sitio de París. En 1871 acudió a la regata de Cowes, uno de los eventos sociales más destacados del verano, y donde, dos años más tarde, conocería a su futuro marido, en un baile en honor al heredero al trono del Imperio ruso, Nicolás. La boda, celebrada al año siguiente en la embajada británica de París, coincidió con el comienzo de la carrera política de Randolph Churchill, y su esposa fue muy activa en su carrera.
Lady Churchill fue miembro, asimismo, desde su fundación en 1883, de la Primrose League, una asociación creada para fomentar los intereses del Partido Conservador, Sin embargo, la repentina dimisión de su marido, considerado el político tory mejor valorado, como líder de la Cámara de los Comunes del Reino Unido y Canciller de la Hacienda del Reino Unido en 1886, la apartó de la vida política del país hasta después del fallecimiento del mismo en 1895, a la edad de 45 años.
Retomaría un protagonismo político público con el comienzo de la carrera política de su hijo Winston, en 1899, siendo un gran apoyo para él y acompañándolo en múltiples ocasiones en sus viajes por el país, incluso interrumpiendo su luna de miel, después de casarse, en 1900, con el segundo de sus tres maridos, George Cornwallis-West, un militar 20 años más joven que ella, para acompañar a su hijo.
En 1908, publicó su autobiografía, The Reminiscences of Lady Randolph Churchill.
En 1913 se divorció de Cornwallis-West y en 1918, con 64 años, se casó con Montagu P. Porch, un funcionario británico destinado en Nigeria. Porch, que entonces tenía 44 años, era tres años más joven que Winston. Jennie Jerome murió tres años más tarde, a causa de un proceso gangrenoso, tras una caída en su casa.
En 1916 publicó una antología, Small Talks on Big Subjects, con los artículos que había escrito para Pearson's Magazine, y coordinó una colección de ensayos sobre la participación de la mujer durante la Primera Guerra Mundial, Women's War Work.
Aunque, junto con otras mujeres destacadas de la vida pública de su época, tuvo un protagonismo relevante en la vida política del país, durante muchos años fue muy crítica con el comportamiento de las suffragettes, presidiendo incluso una asociación antisufragista.
Se le atribuyen numerosos amantes, incluyendo el entonces embajador del Imperio austrohúngaro en el Reino Unido, el príncipe Kinsky, y, entre 1886-1889, al entonces príncipe de Gales y futuro rey Eduardo VII del Reino Unido. Asimismo, a solo dos meses del fallecimiento de su primer marido, se le atribuye una relación con su compatriota y senador del Partido Demócrata, William Bourke Cockran.